# Jacques Stas
Jacques Stas (ur. 6 lutego 1969 w Liège) – belgijski koszykarz i reprezentant kraju.

## Sukcesy
Klubowe
- Racing Mechelen
  - Mistrzostwo Belgii w 1993-94
  - Puchar Belgii 1993-94
- Spirou Charleroi
  - Mistrzostwo Belgii w 1997-99, 2003-05
  - Puchar Belgii w 1997, 1999, 2002-03
  - Superpuchar Belgii 2001-02